# Albertine Tochtermann
Albertine Tochtermann (1823 in München – nach 1850) war eine deutsche Opernsängerin.

## Leben
Tochtermann, die Tochter des Opernsängers Philipp Tochtermann und der Sängerin und Schauspielerin Maria Walburga Burgstaller (geb. 7. April 1770 in Illereichen) wurde ebenfalls Opernsängerin. Sie debütierte 1841 als „Röschen“ in Abenteuer der Neujahrsnacht an der Münchner Hofoper, der sie bis 1850 ununterbrochen angehörte.
Sie war „eine holde, echt mädchenhafte Erscheinung mit schönen Augen, klangvollem Organe und zarten Formen.“ (Eisenberg)